# Васюра Григорій Микитович
Григорій Микитович Васюра (нар. 9 лютого 1915, Чигирин — пом. 2 жовтня 1987, Мінськ) — старший лейтенант Червоної Армії, заступник начальника штабу 118-й батальйону шуцманшафту. За вироком військового трибуналу Білоруського військового округу був страчений 1987 року за участь у вбивствах мешканців села Хатинь.

## Біографія

### Довоєнні роки
Народився Григорій Васюра 9 лютого 1915 року (за іншими даними, 1913 року) в місті Чигирин (нині Черкаська область). До війни працював шкільним вчителем. Закінчив Київське військове училище зв'язку в 1936 році. На момент початку німецько-радянської війни він командував відділенням зв'язку укріпрайону 67-ї стрілецької дивізії (за даними картки військовополоненого, проходив службу в артилерійському підрозділі). 28 червня 1941 року потрапив у полон під час боїв за Лієпаю (за власними словами, був контужений), перебував у таборі Шталаг IIIA. Під час перебування в полоні погодився співпрацювати з німцями. Тому був переведений 17 квітня 1942 року до табору Шталаг IIID і 8 червня 1942 року його звільнили.

### Служба в лавах німецьких окупантів
По тому, як Григорій Васюра погодився на співробітництво з нацистами, його було спрямовано до лав 118-го батальйону шуцманшафту, в якому в грудні 1942 року він обійняв посаду начальника штабу. 2 березня 1943 року до Білорусі, де ніс службу 118-й батальйон, прибув особливий батальйон СС під командуванням Оскара Дірлеванґера. 22 березня в ході перестрілки з партизанським загоном «Дяді Васі» було вбито гауптмана охоронної поліції Ганса Отто Вельке, шефа однієї з рот 118-го батальйону. Розлючені загибеллю гауптмана, шуцмани 118-го батальйону на дорозі Плещеніци-Логойськ затримали більш ніж 50 людей із села Козирі, убивши 26 з них. Незабаром батальйон попрямував до села Хатинь, яку спалив дотла: живцем було спалено і розстріляно 149 місцевих мешканців. Григорій Васюра не підписував де-юре наказ про знищення села, оскільки у нього не було на те повноважень: це міг зробити тільки шеф його батальйону Еріх Кернер. Проте, Васюра брав участь у знищенні місцевих жителів, виганяючи з палаючих будинків людей і віддаючи розстрільні накази. Поліцаї не жаліли ні жінок, ні дітей, ні старих.
Подальшу службу Григорій Васюра продовжив у складі 118-го батальйону в тій же Білорусі: 13 травня він командував батальйоном в боях за село Дальковичі проти партизанів.
Пізніше Григорій Васюра перейшов до 76-го ваффен-гренадерського полку 30-ї гренадерської дивізії СС, де і закінчив війну. Імовірно, його полк був розбитий у Франції, де частина 118-го батальйону шуцманшафта перейшла до французьких партизанів. Шеф батальйону Еріх Кернер приховував факти загибелі цивільних осіб, доповідаючи командуванню, що 118-й батальйон допоміжної поліції воював тільки проти численних партизанських загонів, бо 18 листопада 1942 року вийшла постанова СД, згідно з якою залучати місцевих жителів до кримінальної відповідальності було заборонено, оскільки цілі села нібито перебували «під гнітом партизан».

### Після війни
У фільтраційному таборі Григорій Васюра приховав факт своєї служби в поліції та СС, і отримав у 1952 році за вироком Київського військового трибуналу термін у 25 років позбавлення волі. Але вже 17 вересня 1955 року був амністований за указом Президії Верховної Ради СРСР. Григорій Васюра перебрався до села Велика Димерка (Броварський район, Київська область) та став директором по господарській частині радгоспу «Великодимерський». Григорій Васюра стверджував, що був засуджений виключно за те, що потрапив у полон. У 1984 році він був нагороджений медаллю «Ветеран праці», став почесним курсантом Київського військового училища зв'язку імені Калініна і не раз виступав перед молоддю в образі фронтовика-зв'язківця. Одружився, у шлюбі народилися дві доньки, які стали вчительками.

### Арешт і суд
1985 року Григорій Васюра, як ветеран бойових дій, зажадав собі орден Вітчизняної війни (на честь 40-річчя перемоги, орденом Вітчизняної війни в тому році масово нагороджувалися всі ветерани війни, що жили на той момент та про яких були дані в місцевих військових та органах влади). В архівах службовці знайшли тільки факт, що Васюра пропав безвісти у червні 1941 року, але подальші пошуки в архівах змусили переглянути і деякі результати допиту Василя Мелешка (колишнього товариша по службі Васюри), розстріляного 1975 року за співпрацю з окупантами, і участь у спаленні села Хатинь. У листопаді 1986 року Григорій Васюра був арештований, було порушено кримінальну справу «за нововідкритими обставинами». По крихтах були зібрані свідчення 26 свідків, суд проходив у закритому режимі. Васюра свою провину заперечував, хоча потім визнав її. 26 грудня 1986 року трибунал Білоруського військового округу під керівництвом судді Віктора Глазкова засудив Григорія Микитовича Васюру як «пособника німецько-фашистських загарбників» до смертної кари через розстріл. Вирок було виконано 2 жовтня 1987 року.
Дослідник українського колабораціонізму Іван Дерейко вважає, що, хоча процес був показовим, повністю матеріали судової справи над Васюрою досі ніде не опубліковані, а участь 118-го батальйону в спаленні Хатині вважає недоведеною.

## Нагороди
За вироком суду позбавлений всіх нагород.
- Почесний курсант Київського військового училища зв'язку імені Калініна
- Медаль «Ветеран праці» (1984)